# Catoptronotum
Catoptronotum is een kevergeslacht uit de familie van de boktorren (Cerambycidae). De wetenschappelijke naam van het geslacht werd voor het eerst geldig gepubliceerd in 1959 door Zajciw.

## Soorten
Catoptronotum is monotypisch en omvat slechts de volgende soort:
- Catoptronotum bipenicillatum Zajciw, 1959